# Route verte (Québec)
Pour les articles homonymes, voir Route verte.
 (novembre 2021).

Écusson de la Route verte

La Route verte est un itinéraire cyclable de plus de 5 300 kilomètres situé au Québec, Canada. Encore en développement, il comptera à son achèvement 5 304 kilomètres de voies. C'est le réseau cyclable le plus important en Amérique. Il fut initié en 1995 par Vélo Québec avec l'aide financière du gouvernement du Québec.
La véloroute est en quelque sorte l'autoroute des cyclistes. Tout comme ce type de route pour la voiture, la véloroute assure un lien plus sécuritaire. De nombreux chemins de fer abandonnés ont été transformés en voies cyclables. Des parties tantôt asphaltées et tantôt en poussière de roche permettent aux cyclistes de se retrouver facilement grâce aux indications sur les voies cyclables.

## Histoire
En 2008, la Route verte québécoise est sacrée meilleure voie cyclable au monde par la National Geographic Society. Elle reçoit également la même année le prix mondial de l'innovation de World Leisure
Vélo Québec met en ligne en 2011 une cartographie dynamique de la Route verte, permettant aux usagers de calculer leurs itinéraires, de trouver des hébergements Bienvenue Cyclistes !, de s'informer sur d'éventuels travaux et autres services destinés aux cyclistes.
Le gouvernement du Québec, alors du Parti libéral du Québec, a annoncé en 2014 qu'il comptait cesser de financer la Route verte. Les municipalités sur lesquelles la Route verte passe assumaient la moitié du financement nécessaire au maintien de la véloroute. Le retrait du gouvernement dans le financement de la Route verte met cette dernière en péril, puisque les municipalités n'ont pas nécessairement le budget pour la maintenir. Une mobilisation populaire, endossée par plusieurs personnalités de milieux différents, a été mis en branle et réclame que le gouvernement revoit sa décision de cesser le financement. Le 26 octobre 2015, une pétition de 48 000 noms a été remise au premier ministre du Québec et à des députés dans chacune des régions du Québec. 
En 2016, le Programme d’aide financière à l’entretien de la Route verte est reconduit par le gouvernement du Québec.

## État d'avancement
En date du 31 octobre 2017, l'itinéraire de la Route verte était achevé à 96 % et comptait :
- 1 884 km de pistes cyclables;
- 114 km de bandes cyclables;
- 2 357 km de routes avec des accotements asphaltés;
- 754 km de chaussées désignées.

Soit un total de 5 108 kilomètres de complétés.
189 kilomètres de voie étaient en développement et 7 kilomètres étaient en planification.

## Réseau
- Route Verte 1 : de L'Isle-aux-Allumettes  à Sainte-Madeleine-de-la-Rivière-Madeleine en passant par Gatineau, Oka, Laval, Montréal, Longueuil, Saint-Jean-sur-Richelieu,     Granby, Magog, Sherbrooke, Victoriaville, Lévis, Rivière-du-Loup et Rimouski, puis de Sainte-Flavie à Gaspé en passant par Amqui, Bonnaventure et Percé. Un autre tronçon traverse également les Îles de la Madeleine.
- Route Verte 2 : de Ville-Marie à Lacolle en passant par Rouyn-Noranda, Amos, Val-d'Or, Mont-Laurier, Lac-Saguay, Saint-Jérôme, Laval, Montréal, Longueuil et Saint-Jean-sur-Richelieu.
- Route Verte 3 : de Salaberry-de-Valleyfield à Lévis en passant par Longueuil, Varennes, Sorel-Tracy et Bécancour.
- Route Verte 4 : de Sutton à Shawinigan en passant par Waterloo, Drummondville, Nicolet et Trois-Rivières.
- Route Verte 5 : de Rivière-Beaudette à la réserve nationale de faune du cap Tourmente en passant par Montréal, Trois-Rivières et Québec, puis de Saint-Siméon à Baie-Comeau en passant par Tadoussac.
- Route Verte 6 : de Saint-Théophile à Rivière-à-Pierre en passant par Saint-Georges, Lévis et Québec.
- Route Verte 8 : de Dégelis à Métabetchouan–Lac-à-la-Croix en passant par Rivière-du-Loup, Saint-Siméon, Tadoussac, Saguenay, Roberval, Dolbeau-Mistassini et Alma.

## Municipalités desservies
382 municipalités et 81 MRC sont traversées par la Route verte, dont les plus importantes sont :
| Municipalité             | Route   |
| Montréal                 | 1, 2, 5 |
| Québec                   | 5, 6    |
| Laval                    | 1, 2    |
| Gatineau                 | 1       |
| Longueuil                | 1, 2, 3 |
| Sherbrooke               | 1       |
| Saguenay                 | 8       |
| Salaberry-de-Valleyfield | 3       |
| Lévis                    | 1, 3, 6 |
| Trois-Rivières           | 4, 5    |
| Terrebonne               | (aucun) |
| Saint-Jean-sur-Richelieu | 1, 2    |
| Repentigny               | 5       |
| Brossard                 | 3       |
| Drummondville            | 4       |
| Saint-Jérôme             | 2       |
| Granby                   | 1       |
| Shawinigan               | 4       |
| Saint-Hyacinthe          | (aucun) |
| Dollard-des-Ormeaux      | (aucun) |
| Blainville               | 2       |

## Les parcs et les réseaux cyclables régionaux intégrés dans la Route verte
- circuit des traditions
- corridor des cheminots
- cycloparc ppj
- cyclo-voie du partage des eaux
- estacade-du-pont-champlain
- horst de Kénogami
- la campagnarde
- la cantonnière
- la ligne du mocassin
- la montagnarde
- la montée du chemin Chambly
- la montérégiade
- la piste cyclable du canal de Chambly
- la promenade Samuel-de-Champlain
- la riveraine
- la route des doux pays
- la sauvagine
- la vagabonde
- la véloroute de la Chaudière
- le chemin du roy
- le corridor du littoral
- le littoral basque
- le parc linéaire interprovincial Petit-Témis
- le réseau cyclable des Grandes-Fourches
- le sentier des Jarrets Noirs
- les sentiers de Shoolbred
- l’Estriade
- parc linéaire des Bois-Francs
- parc linéaire le Grand Tronc
- parc linéaire de la MRC de Lotbinière
- parc linéaire le P’tit train du nord
- parc national d’Aiguebelle
- parc national du Bic
- parc national du Canada Forillon
- parc national du Fjord-du-Saguenay
- parc national de miguasha
- parc national du Mont-Orford
- parc national d’Oka
- parc national de Plaisance
- parc régional de Beauharnois-Salaberry
- parcours des anses
- piste cyclable des berges
- piste cyclable du canal Lachine
- piste cyclable Soulanges
- promenade de la mer
- sentier de la rive
- sentier de la vallée
- sentier des voyageurs
- Vallée-des-forts
- vélopiste Jacques-Cartier / Portneuf
- véloroute d’Argenteuil
- véloroute des baleines
- véloroute des bleuets
- véloroute des jardins de la Matapédia
- véloroute Marie-Hélène Prémont
- véloroute des migrations

## Galerie d'images

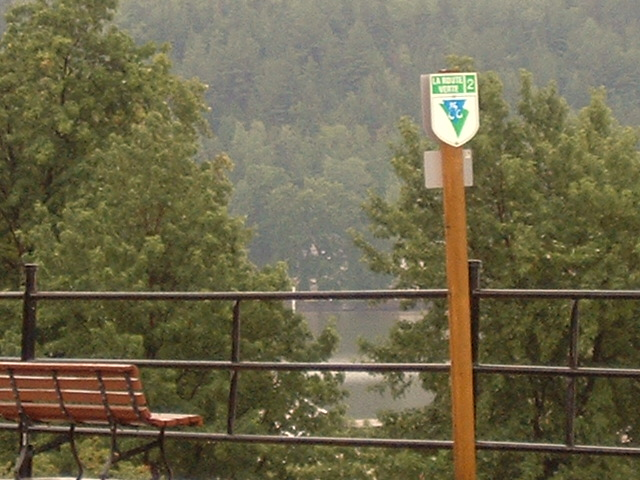
Début de l'axe 2 de la route verte à Ville-Marie en Abitibi-Témiscamingue
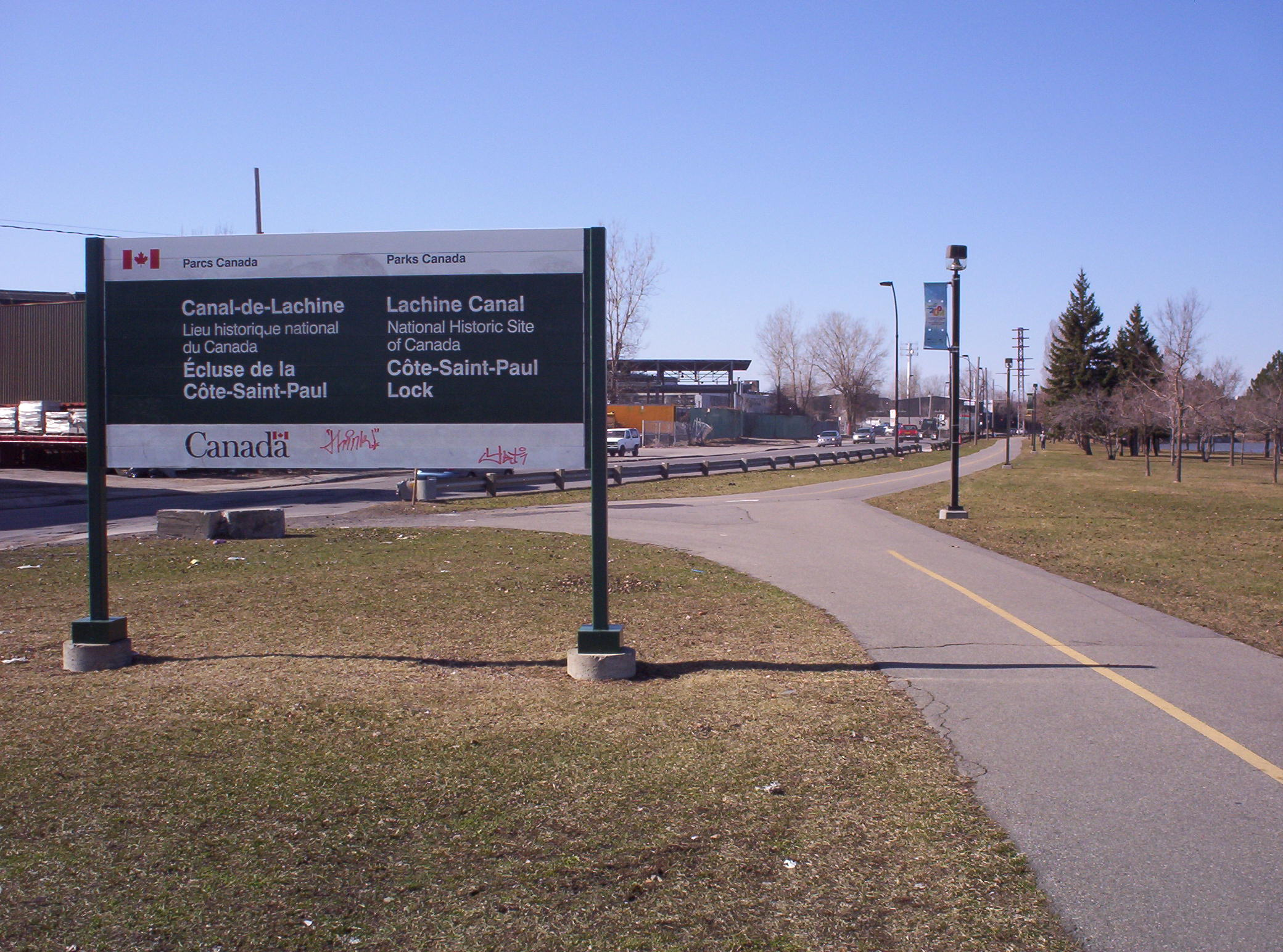
Axe 5 de la route verte aux abords du canal Lachine, à Montréal
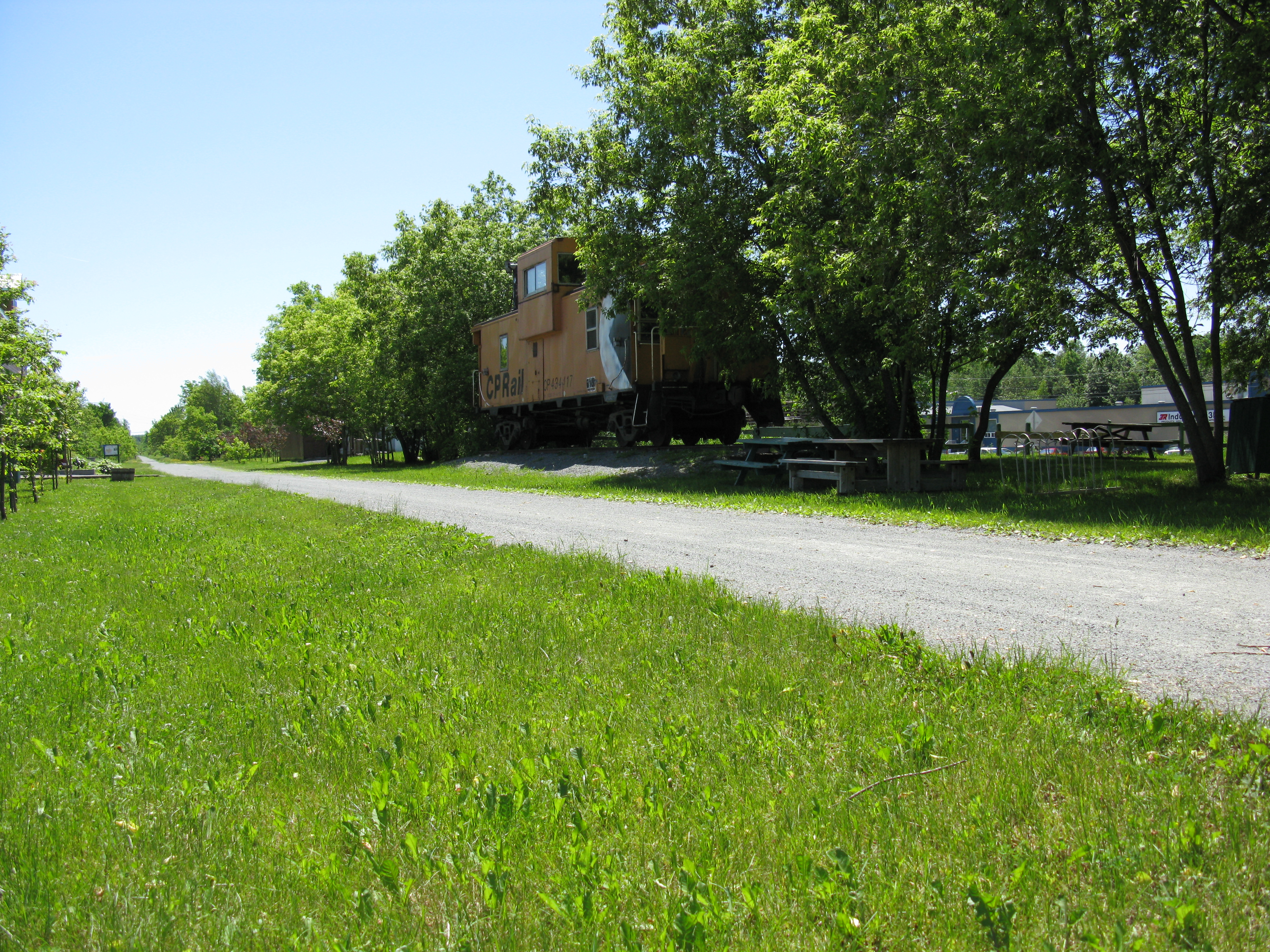
La route verte passe par Danville en Estrie.